# Józef Ondrusz
Józef Ondrusz (ur. 18 marca 1918 w Darkowie, zm. 27 maja 1996 w Karwinie) – polski nauczyciel, literat i kulturoznawca, etnograf, redaktor, bibliofil, zbieracz żywych tekstów ludowych, autor licznych prac oraz znawca ekslibrisów. Własnych i rodzinnych ekslibrisów posiadał ponad trzydzieści. Był także organizatorem wystaw, autorem wielu katalogów i artykułów poświęconych popularyzacji ekslibrisów.

## Życiorys
Urodzony w rodzinie Karola Ondrusza i Marii, z domu Klimsza. Ojciec pracował jako górnik w kopalni „Gabriela” w Karwinie. Znaczący wpływ na kształtowanie osobowości Józefa Ondrusza miały matka i babcia. Dzięki ich opowieściom regionalnym zrodziły się u młodego Ondrusza zainteresowania folklorystyczne i patriotyzm.
W latach 1924–1929 uczęszczał do pięcioklasowej Polskiej Szkoły Ludowej w Darkowie, a następnie do 1933 r.do czteroklasowej Polskiej Szkoły Wydziałowej w Frysztacie. W latach 1933–1937 studiował w polskich paralelkach przy państwowym Seminarium Nauczycielskim w Śląskiej Ostrawie, które ukończył w 1937 r. Należał do Harcerstwa Polskiego w Czechosłowacji, do amatorskiego kółka aktorskiego oraz do chóru.
Po egzaminie maturalnym został nauczycielem. Do wybuchu II wojny światowej pracował jako nauczyciel w polskich szkołach w Karwinie oraz Darkowie. Jako młody nauczycieli podharcmistrz założył drużynę harcerską i działał w komendzie HPC (Harcerstwo Polskie w Czechosłowacji). Redagował dział harcerski w dwutygodniku „Ogniwo” oraz przewodniczył Chórowi Macierzy Szkolnej w Darkowie. Za działalność w HPC otrzymał w roku 1939 Srebrny Krzyż Zasługi.
W 1955 roku opracował wraz z Hildą Badurową Elementarze polskie dla szkół polonijnych, elementarny podręcznik do nauki języka polskiego wydany  w Pradze w Czechosłowacji na potrzeby mniejszości polskiej.
W 1972 r. obronił w Wyższej Szkole Pedagogicznej w Opolu pracę doktorską pt. „Proza ludowa Śląska Cieszyńskiego w latach 1845 - 1970” i otrzymał tytuł doktora nauk humanistycznych.

## Publikacje
- Przysłowia i powiedzenia ludowe ze Śląska Cieszyńskiego (1954)
- Elementarze polskie dla szkół polonijnych (1955)
- Godki śląskie (1956, 1973, 1974, 1977)
- Przysłowia i przymówiska ludowe ze Śląska Cieszyńskiego (1960)
- Śląskie opowieści ludowe (1963)
- Proza górników karwińskich (1974)
- Wspominki okupacyjne (1981)
- Cudowny chleb (1984, 1996)
- O ptaszku Złotodzióbku i inne bajki (1986)
- Słownik pijacki /wraz z córką i żoną/ (1992)
- Zde se žije bezstarostnĕ - Tu się żyje bez starości (2008)